# Daisuke Ebisawa
Daisuke Ebisawa (ur. 26 maja 1978) – japoński biathlonista oraz biegacz narciarski.
W swojej karierze raz został sklasyfikowany w Pucharze Świata w biathlonie – było to w sezonie 2003/2004, gdy zajął 64. pozycję.
6 stycznia 2003 roku Daisuke Ebisawa po raz ostatni wystąpił w zawodach biegowych – podczas swoich startów brał głównie udział w zawodach o Puchar FIS oraz o Puchar Kontynentalny.
Swój ostatni biathlonowy występ zanotował 14 lutego 2006 podczas Zimowych Igrzysk Olimpijskich.

## Osiągnięcia

### Igrzyska Olimpijskie
Biathlon
| Rok  | Miejscowość | Konkurencje | Konkurencje | Konkurencje | Konkurencje | Konkurencje | Konkurencje | Konkurencje |
| Rok  | Miejscowość | IN          | SP          | PU          | MS          | RL          | MR          | SR          |
| ---- | ----------- | ----------- | ----------- | ----------- | ----------- | ----------- | ----------- | ----------- |
| 2006 | Turyn       | –           | 62.         | –           | –           | –           | nd.         | –           |

### Mistrzostwa Świata
Biathlon
| Rok  | Miejscowość     | Konkurencje | Konkurencje | Konkurencje | Konkurencje | Konkurencje | Konkurencje | Konkurencje |
| Rok  | Miejscowość     | IN          | SP          | PU          | MS          | RL          | MR          | SR          |
| ---- | --------------- | ----------- | ----------- | ----------- | ----------- | ----------- | ----------- | ----------- |
| 2003 | Chanty-Mansyjsk | 65.         | 58.         | 52.         | –           | 16.         | nd.         | –           |
| 2004 | Oberhof         | 97.         | 40.         | 36.         | –           | 17.         | nd.         | –           |
| 2005 | Hochfilzen      | 81.         | 73.         | –           | –           | 13.         | nd.         | –           |

Biegi narciarskie
| Miejsce | Rok  | Miejscowość         | Konkurencja             |
| ------- | ---- | ------------------- | ----------------------- |
| 62.     | 1999 | Ramsau am Dachstein | 30 km stylem dowolnym   |
| 66.     | 1999 | Ramsau am Dachstein | 10 km stylem klasycznym |
| 60.     | 1999 | Ramsau am Dachstein | 25 km bieg łączony      |